# Charaxes bohemani
Hoàng đế anh lớn (Charaxes bohemani) là một loài bướm thuộc họ Nymphalidae. Nó được tìm thấy ở miền nam châu Phi.
Sải cánh dài 65–75 mm đối với con đực và 78–95 mm đối với con cái. Their Loài bướm này bay quanh năm.
Larvae của Charaxes bohemani feed on Afzelia quanzensis, Brachystegia spiciformis, Julbernardia globiflora, Lonchocarpus capassa, Dalbergia nitidula, Scotia brachypetala, và Xeroderris stuhlmanni.

## Hình ảnh

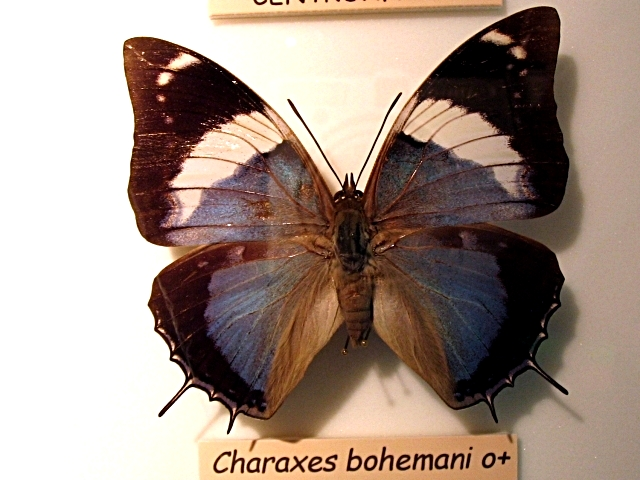